# Urkabustaiz
Urkabustaiz en basque ou Urcabustaiz en castillan est une commune d'Alava, dans la communauté autonome du Pays basque en Espagne.

## Hameaux
La commune comprend les hameaux suivants :
- Abezia, concejo ;
- Abornikano, concejo ;
- Beluntza, concejo ;
- Goiuri-Ondona, concejo, avec ses deux hameaux Goiuri et Ondona ;
- Inoso, concejo ;
- Izarra, concejo, chef-lieu de la commune ;
- Larrazkueta, concejo ;
- Oiardo, concejo ;
- Untzaga-Apregindana (Unzá-Apreguíndana en espagnol), concejo, avec ses deux hameaux Apregindana (Apreguíndana en espagnol) et Untzaga (Unzá en espagnol) ;
- Uzkiano, concejo.